# چشمک‌بال
چشمک‌بال (نام علمی: Aphantopus hyperantus) نام یک گونه پروانه از تبار قهوه‌ای‌بال است.